# Новониколаевка (Иркутская область)
Новониколаевка — упразднённая в 2004 году деревня в Тайшетском районе Иркутской области России. Входила на год упразднения в состав Половино-Черемховского сельсовета.

## География
Деревня находилась южнее ручья Первая Речка (левый приток реки Бирюса), примерно в 29 км к западу-северо-западу (WNW) от районного центра, города Тайшет.

## История
Упразднена в 2004 году в связи с отсутствием постоянно проживающего населения.

## Население
По данным Всероссийской переписи 2002 года постоянное население в деревне отсутствовало.